# Martin Hugo Löb
 (mars 2019).
Si vous disposez d'ouvrages ou d'articles de référence ou si vous connaissez des sites web de qualité traitant du thème abordé ici, merci de compléter l'article en donnant les références utiles à sa vérifiabilité et en les liant à la section « Notes et références ».
Martin Hugo Löb (31 mars 1921 – 21 août 2006) était un mathématicien allemand.
Il s'est installé au Royaume-Uni après la Seconde Guerre mondiale et s'est spécialisé en logique mathématique. Il a ensuite rejoint les Pays-Bas, dans les années 1970, où il est resté jusqu'à sa retraite. Il est connu pour avoir formulé le théorème de Löb en 1955.

## Vie
Martin Hubo Löb a grandi à Berlin. Il échappe aux Nazis et arrive au Royaume-Uni juste avant le déclenchement de la Seconde Guerre mondiale.